# حسین انصاری راد
 حسین انصاری راد (زادهٔ ۱۳۱۶) مجتهد شیعهٔ اصلاح‌طلب و نویسنده ایرانی است.

## سیاست

### نمایندگی مجلس
انصاری راد نمایندهٔ مردم نیشابور در مجلس شورای اسلامی ایران در دوره‌های اول و ششم بود. در دوران چهارساله مجلس ششم ریاست کمیسیون اصل نود را برعهده داشت. موضوع نامزدی وی مورد استقبال همه طیف‌های جریان اصلاح‌طلب قرار گرفته بود. او با ۲۰۶٬۶۷۳ رأی از حوزه انتخابیه نیشابور، فیروزه و زبرخان به عنوان نماینده برگزیده شد.

### تقسیم استان خراسان
حسین انصاری راد در ۲۶ فروردین ۱۳۸۱ طرح تقسیم استان خراسان را یک فاجعهٔ اجتماعی خواند که موجبات ناامنی، نارضایتی و ناخشنودی بخش عظیمی از مردم خراسان را فراهم خواهد کرد و گفت این طرح، سبب توسعهٔ استان نخواهد شد. «در کشورهایی مانند هند و چین، استان‌هایی با بیش از ۱۲۰ میلیون نفر جمعیت هست و ما در ایران استان‌های کوچکی داریم که اگر قرار بود کوچک بودن استان موجب توسعه شود باید با ظرفیت‌هایی که در این استان‌های کوچک وجود دارد امروز سوئیس‌هایی را می‌داشتیم.» همچنین یادآوری کرد که «مدیرانِ کارآمد در عصر پست‌مدرنیسم نگران گسترهٔ حوزهٔ مأموریت خود نیستند.»

### کناره‌گیری
حسین انصاری‌راد در ۲ تیرِ ۱۳۸۱ در اعتراض به شیوهٔ تقسیم استان خراسان استعفا داد «در این تقسیم… تاریخ و فرهنگ، تمدن و هویت خراسان نادیده گرفته شده و لگدمال شده‌است و مرکز جغرافیایی و تاریخی و طبیعی شناخته شدهٔ آن برای همهٔ جهانیان [نیشابور] محو شده‌است و این خسارت بزرگی است و ایالت واحد خراسان با تقسیم خراسان به استان‌های متعدد مورد نظر، یک پوشش پوشالی و بیهوده است.»

### نامه به خامنه‌ای
حسین انصاری راد در اردیبهشت ۱۳۹۸ در نامه‌ای به علی خامنه‌ای ضمن هشدار دربارهٔ احتمال ردّ صلاحیت نامزدهای اصلاح‌طلب از وی خواست تا اجازه ندهد این همه نقض قانون و اخلاق به حساب اسلام و جمهوری اسلامی و روحانیت گذاشته شود. او همچنین به خامنه‌ای پیشنهاد کرد که اکنون وقت آن است که یک آشتی ملی اعلام شود و بازداشت شدگان وقایع اعتراضی به نتایج انتخابات ریاست جمهوری سال ۱۳۸۸ از جمله مهدی کروبی، میرحسین موسوی و همسرش زهرا رهنورد هم آزاد شوند.

## خیزش ۱۴۰۱
در دی ۱۴۰۱ حسین انصاری راد در نامه‌ای به خامنه‌ای نوشت: «جمهوری اسلامی در تمام بخش‌های حیات اقتصادی و اجتماعی و سیاسی و فرهنگی و سلوک فردی شکست خورده‌است و انفجار عظیمی رخ خواهد داد» و «پیشنهاد و نصیحت می‌کنم با تأکید و اصرار که به سیاست سرکوب خاتمه دهید و اعدام و شکنجه را فوراً و با قاطعیت دستور تعطیل دهید».
در بهمن ۱۴۰۱ و پس از خیزش ۱۴۰۱ ایران یک فایل صوتی از حسین انصاری راد منتشر شد که در آن به زندانیان و اعدامیان و خانواده‌های آنان سلام می‌دهد و برای مردم ایران آرزوی رسیدن به آرمان‌ها و آرزوهایی را می‌کند که در پی آن جان خود را فدا کرده‌اند.

## موضع دربارهٔ حجاب اجباری
حسین انصاری راد در ۱۸ اردیبهشت ۱۴۰۲ با نوشتن نامهٔ سرگشاده‌ای به «ملت بزرگ ایران» ظلم و حق‌کشی به نام دین را امری ناپسند دانسته و بیان داشت که «مجلس و دولت کنونی بر پایهٔ تهمت و دروغ و هتک حرمت انسان بنا شده‌است». او همچنین در این نامه می‌گوید:
تجربهٔ چهل سال نشان می‌دهد که اجبار حجاب موجب تضعیف اعتبار و اعتقاد حداقل بخشی عظیم از ملت به اساس دیانت و اسلام می‌گردد و بالعیان در مواردی موجب هتک حرمت اسلام و پیامبر گرامی اسلام (ص) شده‌است و بنابراین اجبار حجاب نه تنها واجب نیست بلکه حرام مسلم است.— حسین انصاری راد

## جایزه‌ها
- ۹ اردیبهشت ۱۳۸۳: قلم طلایی آزادی از برای پیشینهٔ او در دفاع از آزادی بیان، گردش آزاد اطلاعات و آزادی اندیشه به عنوان رئیس کمیسیون اصل نود در مجلس شورای اسلامی.[۱]